# Ipomoea lilloana
Ipomoea lilloana är en vindeväxtart som beskrevs av O'donell. Ipomoea lilloana ingår i släktet praktvindor, och familjen vindeväxter. Inga underarter finns listade i Catalogue of Life.